# Hypodrassodes asbolodes
Espèce
Synonymes
- Clubiona asbolodes Rainbow & Pulleine, 1920

Hypodrassodes asbolodes est une espèce d'araignées aranéomorphes de la famille des Gnaphosidae.

## Distribution
Cette espèce est endémique de l'île Lord Howe en Australie.

## Description
La femelle holotype mesure 5,5 mm.

## Publication originale
- Rainbow, 1920 : Arachnida from Lord Howe and Norfolk Islands. Records of the South Australian Museum, vol. 1, p. 229-272 (texte intégral).